# レオン (スペイン)
レオン（スペイン語: León）は、スペイン・カスティーリャ・イ・レオン州レオン県のムニシピオ（基礎自治体）。レオン県の県都である。2012年の自治体人口は131,680人であり、レオン都市圏の人口は204,212人。

## 概要
中世にはレオン王国の首都が置かれていたため、有名なゴシック様式のレオン大聖堂やその他多くの記念建造物がある。サン・イシドロ聖堂は、かつてのレオン王国歴代国王や王家の人々が埋葬された霊廟であり、ロマネスク様式の絵画を多く収めている。市内にあるカサ・デ・ボティーネスは、建築家アントニオ・ガウディが初期に設計したもので、現在は銀行が入っている。かつてサンティアゴ騎士団の本拠として16世紀に建設されたサン・マルコス修道院は、現在パラドールとレオン美術館として利用されている。
レオンは、復活祭のようなフィエスタで知られている。レオン市民による礼拝行進は国内外から観光客を集める有名な伝統行事となっている。

## 歴史
レオンは紀元前1世紀、ローマ軍団第6軍団ウィクトリクスによって建設された。68年、第7軍団ゲミナが恒久的な軍事キャンプを創設し、これが市の原型となった。レオンという都市の名前は、かつてのラテン語の名前Legio VII Geminaに由来する。ローマ軍団は、ローマ皇帝ガルバによりイベリア人から補充され、彼らは市の場所を、アストゥリアスやカンタブリアの山岳民族から領土を守るための要地とした。そして域内の、特にラス・メドゥラスで採掘される金の輸送を取り締まっていた。タキトスは旧第7軍団クラウディアと区別して軍団をガルビアナ（Galbiana）と呼んだが、この名称は裏付けられるどの碑文からも確認されていない。ゲミナの名称があったことはわかっている。ゲルマン人軍団の一つを指揮したウェスパシアヌスによって合併されたため、第1軍団ゲルマニカになったとはありえない。軍団の正式名は、第7軍団ゲミナ・フェリクスであった。パンノニアで任務に就いた後、内戦時にヒスパニア・タラコネンシスでウェスパシアヌスによって駐留させられた。元々この地域にいた軍団3つのうちの2つ、第6軍団ウィクトリクスと第10軍団ゲミナの場所を提供されたが、この2つはゲルマニアへ退却していった。
後の皇帝たちの支配下でこの定期的なレオンの冬期宿舎は、プトレマイオスの旅行日記や幾つかの碑文から我々は知ることができる。しかし、多くの碑文からは、強力な分遣隊は州の主要都市タラコ（Tarraco、現在のタラゴナ）にいたことが証明されている。

### レオン王国
ローマ以後のレオンは、レオン王国の歴史が占める。アストゥリアス地方にあったローマ軍団の基地は、重要な都市に成長し、586年まで西ゴート族の攻撃に抵抗し続けた。586年、ついに西ゴート王リウヴィギルド（en）に征服されたのである。レオンは、西ゴート王国が要塞の維持を許した数少ない都市の一つだった。イスラム勢力との抗争時代、ローマ人が山岳民族の侵入から平野を守るために建設した要塞は、スペイン独立の最後の避難所として、山地を覆った進化した地位になった。
846年間近には、モサラベの集団が市に再び植民しようとしたが、イスラム勢力の攻撃で主導権が妨げられた。856年、キリスト教徒のアストゥリアス王オルドーニョ1世の再植民の試みがなされ成功した。オルドニョ2世はレオンをレオン王国の首都とし（914年）、イベリア半島のキリスト教徒都市で最重要の地となった。
987年頃イスラムの将軍による略奪に遭い、市はレオン王アルフォンソ5世によって再建され、彼は市場の機能を含む経済活動を取り締まる1017年法令を出した。レオンはサンティアゴ・デ・コンポステーラへ向かう巡礼路の拠点の一つであった。貿易商人と職人のための郊外が13世紀以降ふくらみ、自治対政府の影響を受け始めた。中世初期、家畜の飼育が市繁栄の時代を築いた。

### 近代から現代
16世紀、経済と民主主義の衰退が固定され、その状態は19世紀まで続いた。1936年7月、スペイン内戦時、レオンは共和主義者に対する闘争に参加した。
1960年代、レオンは県の田舎からの人口流入によって過大な成長を経験した。
1983年、レオンは近隣のカスティーリャ地方と合併し、新設されたカスティーリャ・イ・レオン州に含まれることになった。少数の住民と地元政治運動は、カスティーリャに支配されることに反対した。結果として、レオンは人口の少ない、レオン自治のための穏健な政治運動の中心となった。一部のレオン住民は、サラマンカ県、レオン県、サモラ県（いずれもレオン地方を構成していた）各県からなるレオン州の創設構想を支持した。

## 人口
| レオンの人口推移 1900－2010                             |
|                                                         |
| 出典:INE（スペイン国立統計局）1900年 - 1991年、1996年 - |

## 見どころ
レオンは、目を引く中世建築からアヴァンギャルドな現代建築まで、多くの印象的な記念物を所有している。最も有名な建物は、優れたステンドグラスを擁するレイヨナン式ゴシック建築のレオン大聖堂、ロマネスク絵画を収蔵するレオン王家の菩提寺サン・イシドロ聖堂、あふれるばかりのプラテレスク・ファサードのある旧サン・マルコス修道院（現在は豪華なパラドールとなっている）である。
県議会の建物として使われているロス・グスマーネス宮殿は、ヒル・デ・オンタニョンによるプラテレスクの印象的なパティオを含む。旧市街は中世の市壁の大部分と、ローマ時代の市壁の名残を保存している。
カサ・デ・ボティーネスは、ネオゴシック様式の建物で、アントニオ・ガウディの作品である。
レオンにはカスティーリャ・イ・レオン現代美術館（略称MUSAC）がある。現代的な建物の設計者はマンシージャ＆トゥニョン（Mansilla & Tuñón）の建築チームである。もっとも特徴的な構造は数千の大きなステンドグラスでできたファサードである。近郊のレオン講堂（これもマンティージャ＆トゥニョンによる）は、不規則にはめ込まれた窓によって貫通した簡潔な白い立方体である。
その他に、飲食店の集中するバリオ・ウメドと、グラーノ広場がある。

## 民俗
レオン住民の習慣によると、聖週間市中心部でおびただしい数の礼拝行進が行われる。最も美しいものは、聖ヨハネと聖母マリア、キリストが面会する様子を3つのグループが表現する『面会の礼拝行進』で、レオン大聖堂前の遊歩道で行われる。
聖ヨハネ聖ペトロ祭も顕著なもので、6月最終週に祝われる。開催中にコンサートと祭りが開催され、町全体がテラスと路上市場で占拠される。レオン住民は、夏の最初の日、特に聖ヨハネの夜（6月23日）を祝い、皆が外へ出て美しい花火と焚き火を楽しむ。

## 政治
自治体首長はカスティーリャ・イ・レオン国民党（Partido Popular de Castilla y León、PPCyL）のエミリオ・グティエレス・フェルナンデス（Emilio Gutiérrez Fernández）で、自治体評議員はカスティーリャ・イ・レオン国民党：15、カスティーリャ・イ・レオン社会党（Partido Socialista de Castilla y León、PSCyL）：10、MASS（UPL）：2となっている（2011年5月22日の自治体選挙結果、得票順）。
| 1999年6月13日自治体選挙 |        |        |          |
| 政党                    | 得票数 | 得票率 | 獲得議席 |
| PP                      | 31,191 | 44.61% | 13       |
| PSOE                    | 17,248 | 24.67% | 7        |
| UPL                     | 16,202 | 23.17% | 7        |
| IU-CYL                  | 2,549  | 3.65%  | 0        |
| UC-CDS                  | 440    | 0.63%  | 0        |
| PADE                    | 131    | 0.19%  | 0        |
| その他                  | 284    | 0.40%  | 0        |

| 2003年5月25日自治体選挙 |        |        |          |
| 政党                    | 得票数 | 得票率 | 獲得議席 |
| PP                      | 29,788 | 38.50% | 12       |
| PSOE                    | 26,493 | 34.24% | 10       |
| UPL                     | 14,889 | 19.24% | 5        |
| IU-CYL                  | 2,006  | 2.59%  | 0        |
| CIULE                   | 1,296  | 1.67%  | 0        |
| LV                      | 700    | 0.90%  | 0        |
| IR                      | 167    | 0.22%  | 0        |
| その他                  | 213    | 0.28%  | 0        |

| 2007年5月27日自治体選挙 |        |        |          |
| 政党                    | 得票数 | 得票率 | 獲得議席 |
| PSOE                    | 32,292 | 44.17% | 13       |
| PP                      | 27,472 | 37.57% | 11       |
| UPL                     | 7,925  | 10.84% | 3        |
| PAL-UL                  | 1,735  | 2.37%  | 0        |
| IU-LV CYL               | 1,035  | 1.42%  | 0        |
| LVE                     | 329    | 0.45%  | 0        |
| その他                  | 714    | 0.98%  | 0        |

| 2011年5月22日自治体選挙 |        |        |          |
| 政党                    | 得票数 | 得票率 | 獲得議席 |
| PP                      | 29,932 | 44.61% | 15       |
| PSOE                    | 20,792 | 30.99% | 10       |
| UPL                     | 4,615  | 6.88%  | 2        |
| IU                      | 2,793  | 4.16%  | 0        |
| UPyD                    | 2,113  | 3.15%  | 0        |
| PAL-UL                  | 1,581  | 2.36%  | 0        |
| MASS                    | 899    | 1.34%  | 0        |
| CIVIQUS                 | 763    | 1.14%  | 0        |
| その他                  | 1,050  | 1.56%  | 0        |

### 司法行政
レオンはレオン司法管轄区に属し、同管轄区の中心自治体である。

## 食文化
代表的なレオン料理には、セシーナ（スモークした牛肉）、モルシーリャ（血入り黒ソーセージ）、ボティーリョ（ブタの内臓に肉を詰めた料理）、ニンニクのスープ、レオン風コシード（野菜や肉を煮込んだスープ、シチューの類）、デザートのマンテカデスなどがある。

## ギャラリー
- 旧議会
- ロス・グスマーネス宮殿、県議会庁舎として使用されている
- ガウディのカサ・デ・ボティネース（1892年から1894年にかけて建設）
- セマーナ・サンタ、キリスト像を運ぶ礼拝行進

## 姉妹都市
- ポルト、ポルトガル
- ブラガンサ、ポルトガル
- レオン (メキシコ)、メキシコ
- ダブリン、アイルランド
- ヴォロネジ、ロシア